# Susan I. Rotroff
Susan Irene Rotroff (* 10. Februar 1947) ist eine US-amerikanische Klassische Archäologin. Sie gilt als die führende Forscherin auf dem Gebiet der Keramik der hellenistischen Zeit.

## Leben und Leistungen
Susan I. Rotroff war früh von der Antike fasziniert, ihr Liebelingsfach war Latein. Schon früh widmete sie sich dem Altertum auch in künstlerischer Weise, dichtete etwa eine Folk-Ballade über den umher wandernden Aeneas. Ihre erste Teilnahme an einer Ausgrabung hatte sie beim mittelalterlichen Wharram Percy in Yorkshire. Sie studierte zunächst am Bryn Mawr College, wo sie ihren Bachelor of Arts in Greek and in classical and Near Eastern archaeology erwarb. Danach ging sie für ein Jahr an die American School of Classical Studies at Athens, eine Einrichtung, der sie auch ihr weiteres Leben immer verbunden bleiben sollte. Anschließend setzte sie ihr Studium an der Princeton University fort, wo sie 1972 ihren Master und 1976 ihren Ph.D. erhielt. 1983 ging sie als Professorin an das Hunter College, 1995 wechselte sie an die Washington University in St. Louis, wo sie schnell auch universitäre Leitungsfunktionen übernahm. Seit 1997 hielt sie dort das neu eingerichtete Jarvis Thurston and Mona Van Duyn Professorship in the Humanitie der Danforth Foundation, das sie bis zu ihrer Emeritierung innehatte.
Ihre Forschungsschwerpunkt liegt auf dem Gebiet der hellenistischen Keramik, wo sie als die weltweit führende Wissenschaftlerin gilt. Zudem ist sie Spezialistin für die Funde von der klassischen bis in die frührömische Zeit auf der Athenischen Agora und in Sardes. Daneben arbeitete sie auf Euböa, auf Samothrake sowie bei der Untersuchung eines antiken Schiffswracks bei Kızılburun. Daneben beschäftigte sie sich auch im Rahmen von anthropologischen und zooarchäologischen Studien mit in den 1930er Jahren gefundenen Knochen, darunter denen von etwa 450 Säuglingen und 150 Hunden, auf der Agora.
Rotroff  erhielt 1988 erhielt das MacArthur Fellowship, 2011 die Goldmedaille des Archaeological Institute of America. 2016 wurde sie in die Society of Antiquaries of London gewählt. 2020 wurde sie mit dem Aristeia Award der American School of Classical Studies at Athens prämiert. Als Gutachterin wirkte sie für die Princeton University Press, die University of Oklahoma Press, den J. Paul Getty Trust, den National Endowment for the Humanities, die Zeitschrift Hesperia, das American Journal of Archaeology, das Bulletin of the Schools of Oriental Research sowie die Supplementbände des Journal of Roman Archaeology.

## Schriften (Auswahl)
- Megarian bowls in the Athenian Agora. Dissertation, Princeton 1975 (ungedruckt).
- Hellenistic Pottery. Athenian and imported moldmade bowls (= The Athenian Agora. Band 22). American School of Classical Studies at Athens, Princeton 1982, ISBN 978-0-87661-222-4.
- mit  Eileen Markson (Hrsg.): Clairève Grandjouan: Hellenistic relief molds from the Athenian Agora (= Hesperia Supplement. Band 23). American School of Classical Studies at Athens, Princeton 1989, ISBN 978-0-87661-523-2.
- mit Andrew Oliver, Ilse Hanfmann, George M. A. Hanfmann: The Hellenistic Pottery from Sardis (= Sardis Monograph, Band 12). Archaeological Exploration of Sardis, 2003, ISBN 978-0-674-01461-9.
- mit John H. Oakley: Debris from a Public Dining Room in the Athenian Agora (= Hesperia Supplement. Band 25). American School of Classical Studies at Athens, Princeton 1992, ISBN 978-0-87661-525-6.
- mit Michael C. Hoff (Hrsg.): The Romanization of Athens: proceedings of an international conference held at Lincoln. Oxbow Books, 1997, ISBN 978-1-900188-51-7.
- Hellenistic Pottery. Athenian and Imported Wheelmade Tableware (= The Athenian Agora. Band 24). American School of Classical Studies at Athens, Princeton 1997.
- Hellenistic Pottery. The Plain Wares (= The Athenian Agora. Band 33). American School of Classical Studies at Athens, Princeton 2006, ISBN 978-0-87661-233-0.
- mit Robert D. Lamberton: Women in the Athenian Agora. (= Agora Picture Book, Band 26), American School of Classical Studies at Athens, Princeton 2006, ISBN 0-87661-644-9.